# Phasia capitata
Phasia capitata là một loài ruồi trong họ Tachinidae.